# Piecki (gmina)
Piecki – gmina wiejska w Polsce położona w województwie warmińsko-mazurskim, w powiecie mrągowskim. W latach 1975–1998 gmina administracyjnie należała do województwa olsztyńskiego.
Siedziba gminy to Piecki.
Według danych z 30 czerwca 2007 gminę zamieszkiwało 7805 osób. Natomiast według danych z 31 grudnia 2019 roku gminę zamieszkiwało 7572 osób.
Na terenie gminy funkcjonuje lądowisko Babięta.

## Struktura powierzchni
Według danych z roku 2002 gmina Piecki ma obszar 314,59 km², w tym:
- użytki rolne: 29%
- użytki leśne: 51%
- jeziora: 10%

Gmina stanowi 29,53% powierzchni powiatu.

## Demografia

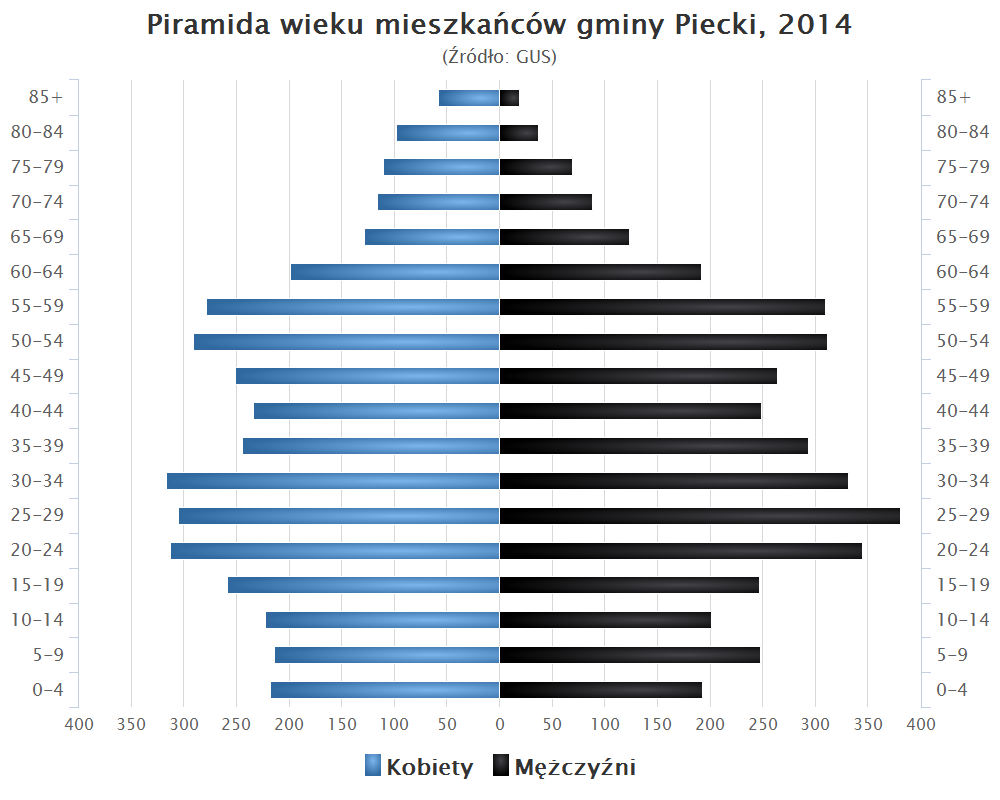
Piramida wieku mieszkańców gminy Piecki w 2014 roku

Dane z 30 czerwca 2004:
| Opis                              | Ogółem | Ogółem | Kobiety | Kobiety | Mężczyźni | Mężczyźni |
| --------------------------------- | ------ | ------ | ------- | ------- | --------- | --------- |
| Jednostka                         | osób   | %      | osób    | %       | osób      | %         |
| Populacja                         | 7765   | 100    | 3890    | 50,1    | 3875      | 49,9      |
| Gęstość zaludnienia [mieszk./km²] | 24,7   | 24,7   | 12,4    | 12,4    | 12,3      | 12,3      |

## Geomorfologia

### Geologia
Obszar gminy leży w zasięgu prekambryjskiej platformy wschodnioeuropejskiej, w jednostce tektonicznej zwanej wyniesieniem mazursko – suwalskim. Krystaliczne podłoże zalega na głębokości około 1 -1,5 km. Nadścielone jest ono skałami osadowymi utworzonymi w dwóch erach geologicznych: mezozoicznej i kenozoicznej. Charakterystyczny jest brak osadów ery paleozoicznej. Warstwy przypowierzchniowe zbudowane są z osadów czwarto-rzędowych (głównie polodowcowych glin, piasków i żwirów), których miąższość – według mapy geologicznej – wynosi około 100 – 150 m..
Z zasięgiem lądolodu w okresie ostatniego zlodowacenia związane są formy morfologiczne spotykane na obszarze gminy.
Na terenie gminy Piecki występują złoża kruszywa naturalnego, kredy jeziornej i torfu. Geologicznie udokumentowano jedno złoże kruszywa naturalnego w kategoriach bilansowych. Jest to złoże „Brejdyny”. Na jego eksploatację została wydana koncesja. Zasoby złoża, według stanu na koniec 1997 roku wynosiły 763 tys. ton. Złoże stanowi fragment większej strefy prognostycznej (spodziewanego występowania zasobów) złóż kruszywa. Wstępnie rozpoznana strefa występowania kruszywa naturalnego położona jest w obrębie Machary.
Kredę jeziorną także udokumentowano w jednym złożu – „Dobry Lasek”. Udokumentowano 666 tys. ton zasobów bilansowych. Złoże nie było eksploatowane. Położone jest na terenie Mazurskiego Parku Krajobrazowego.

### Rzeźba terenu
Ukształtowanie powierzchni i litologia Pojezierza Mrągowskiego jest typowa dla obszarów polodowcowych, a cechą ich krajobrazu jest niespotykane nigdzie w kraju, na taką skalę skupienie dużych, naturalnych zbiorników wodnych. Drugim, obok jezior, charakterystycznym elementem krajobrazu tego terenu są rozległe, zwarte kompleksy leśne, rozciągające się w południowej jego części, na obszarach sandrowych.
Morfologia obszaru gminy jest dość zróżnicowana. Została ukształtowana przez lądolód zlodowacenia północnopolskiego – głównie w jego fazie pomorskiej, a zmodyfikowana (złagodzona) przez holoceńskie procesy denudacyjno – akumulacyjne. Szczególnie dynamiczną rzeźbą terenu charakteryzuje się północna część gminy, rejon Brejdyn, Jakubowa, Lipowa. Jest to fragment równoleżnikowo rozciągniętej strefy czołowo – morenowej (jednej ze znaczniejszych w tym regionie), ukształtowanej w czasie postoju czoła lodowca. Częścią tego pasa moren są Góry Krzywe wznoszące się na wysokość ponad 40 m nad poziom wysoczyzny i sięgające w kulminacjach rzędnych przekraczających 195 m n.p.m.
Przestrzennie na terenie gminy przeważają obszary falistego sandru. Zajmują one prawie całą wschodnią część gminy, oraz w większości jej południowe i zachodnie fragmenty. W części środkowej gminy przestrzennie dominuje wysoczyzna moreny dennej o powierzchni falistej, miejscami pagórkowatej. W jej obrębie znajduje się większość rolniczej przestrzeni produkcyjnej gminy.
Znaczącymi formami, urozmaicającymi krajobraz terenów gminy i wpływającymi zdecydowanie na jego charakter są rynny subglacjalne. Są one licznie, ułożone są w rozciągłości zbliżonej południkowej. Dna rynien w większości wypełniają wody jezior, lokalnie osady pojezierne i bagienne. Wśród nich najbardziej znaczące to: rynny związane ze szlakiem Krutyni (Babięckiej Strugi z jeziorem Białym i jeziorem Zyzdrój Wielki, Jeziora Mokrego i Krutyni). Ponadto występują: rynna jeziora Krzywego, rynna Mrągowska z jeziorem Wągiel, rynna Babantu i inne mniejsze.

### Gleba
Na terenie gminy występują głównie gleby brunatne z przewagą kompleksu pszennego dobrego. Skupiają się one w środkowej części gminy. W składzie gatunkowym dominują gliny lekkie w całym profilu glebowym przy dużym udziale piasków gliniastych zalegających na glinach. W klasyfikacji bonitacyjnej gleby te należą głównie do klas III i IVa. Miejscami zalegają gleby kompleksu pszenno – żytniego. Występująca w podłożu glina nadścielona jest zwykle od powierzchni warstwą piasku gliniastego mocnego. Większe powierzchnie tych gleb występują w rejonie Brejdyn, Czaszkowa, Golenia. Należą one także do żyznych gleb, głównie IV klasy bonitacyjnej.
Lokalnie znaczne powierzchnie zajmuje kompleks pszenny wadliwy, głównie IV klasy bonitacyjnej o składzie mechanicznym podobnym do kompleksu pszennego dobrego. W większych skupiskach występuje on w rejonie Jakubowa, Nawiad, Brejdyn, oraz Lipowa, Dłużca, Golenia, Starych Kiełbonek. Ze względu na urzeźbienie terenu jest on mniej przydatny do upraw płużnych.
Średniourodzajne gleby kompleksu żytniego dobrego zajmują niezbyt duże powierzchnie, głównie w rejonie Piecek, Krutyńskiego Piecka oraz miejscowości Gant, Gajne, Rutkowo. Są one wykształcone głównie z piasków gliniastych lekkich, zwykle podścielonych gliną. Przeważnie zaliczają się do klasy bonitacyjnej IVb. W części zachodniej, południowej i wschodniej – najczęściej w sąsiedztwie obszarów leśnych – występują gleby lekkie, przepuszczalne V i VI klasy bonitacyjnej, kompleksu żytniego słabego i lokalnie żytnio – łubinowego. Wykształcone są one z piasków słabogliniastych zalegających na piaskach luźnych. Większe ich powierzchnie występują w rejonie Cierzpięt, Lipowa, Jakubowa, Krutyni, Dłużca, Zgonu, Dobrego Lasku, Piecek, między Prusinowem a Nowymi Kiełbonkami.

## Warunki hydrologiczne

### Wody gruntowe
Na przeważającym obszarze gminy warunki hydrogeologiczne są korzystne. Pierwsza użytkowa warstwa wodonośna występuje na głębokości do 30 m, lokalnie – do głębokości 60 m – głównie w północnej strefie moren czołowych, a także na wysoczyźnie morenowej. Głównym poziomem wodonośnym są utwory czwartorzędowe – piaski nad glinowe, lub między morenowe. Miąższość warstw wodonośnych zwykle wynosi kilkanaście, a nawet kilkadziesiąt metrów. Średnie wydajności pojedynczych studni są rzędu 15–70 m³/godz., jednostkowe zwykle powyżej 3,0 m³/godz./1m depresji.
Obszary, gdzie użytkowa warstwa wodonośna pozbawiona jest izolacji od powierzchni terenu, występują w południowej części gminy. Jest to fragment spychowsko – świętajskiego zbiornika wód podziemnych bez izolacji. Wody zwykłe występują też najprawdopodobniej w osadach trzeciorzędowych – do głębokości rzędu 200 – 300 m. Wśród głębszych poziomów wodonośnych może występować mniejsza wydajność.

### Wody powierzchniowe
Wody powierzchniowe gminy Piecki, w przeważającej części znajdują się w zlewni Krutyni – dorzeczu Pisy – zlewisku Wisły. Jedynie rejon Jeziora Majcz (północno-wschodnia część gminy), w większości jest w zlewni Jorki – także w dorzeczu Pisy, a fragment części północnej (rejon Brejdyn i Piecek) należy do zlewni Dajny – dorzecza Łyny – zlewiska Pregoły i Zalewu Wiślanego. Na terenie gminy znajduje się 2 jezior o powierzchni powyżej 1 ha. Ponadto z większych jezior przylegających do terenu gminy należy wymienić jeziora: Krzywe, Probarskie i Krawno. Zdecydowana większość jezior to zbiorniki eutroficzne.
Największą rzeką jest Krutynia, wijąca się we wschodniej części gminy. Jej przepływ średni z wielolecia w Nowym Moście wynosi 4,0 m³/sek. Łączna długość Krutyni wynosi 99,9 km. Jest ona typową rzeką pojezierną, przepływająca przez liczne jeziora. Znaczącą strugą jest też Babant, prawostronny dopływ Babięckiej Strugi (inna nazwa Krutyni), płynący wzdłuż południowo-zachodniej granicy gminy. Jego przepływ średni 3 km powyżej jez. Tejsowo wynosi 0,8 m³/sek. Pozostałe cieki mają mniejsze przepływy – nie przekraczające 0,2 m³/sek. Najbliżej tej wartości są strugi: Piłaki i Dajna, której górny bieg znajduje się w rejonie miejscowości gminnej.

## Sport
W sierpniu 2011 przy pomocy Adriana Berka, Grzegorza Maksymowa, Łukasza Szewczaka i Łukasza Bijaczewskiego w Pieckach powstał klub sportowy pod nazwą „Stowarzyszenie Sportowe Pegaz Piecki”. 16 stycznia 2012 roku klub zmienił nazwę na „KS Żagiel Piecki”. Drużyna gra obecnie w A-klasie.

## Turystyka
Gmina Piecki znajduje się w obrębie Mazurskiego Parku Krajobrazowego, który należy do kompleksu Natura 2000. Bogata szata roślin i zwierząt oraz różnorodne ukształtowanie terenu sprawia, że gmina jest kwintesencją walorów turystyczny. Można tu wypocząć wśród nieskażonego środowiska naturalnego należącego do Mazurskiego Parku Krajobrazowego. Dzięki dostosowanym szlakom rozwija się turystyka piesza, rowerowa i konna. Jeziora i rzeka Krutyń umożliwia uprawianie turystyki wodnej. Są wytyczone szlaki wodne i kąpieliska. Na terenie gminy znajdują się wypożyczalnie sprzętu wodnego, a także firmy zajmujące się jego transportem. W okresie letnim organizowane są w gminie festyny i zabawy plenerowe np. Pieckowiada, Biesiada Weselna, Dożynki Gminne, Święto Pieczonego Ziemniaka, festyny wiejskie itp. Szeroki wachlarz usług turystycznych pozwala w pełni wykorzystać wolny czas. W sąsiedztwie są położone atrakcyjne miejsca takie, jak: Osada „Galindia” w Iznocie, Park Dzikich Zwierząt w Kadzidłowie, Miasteczko Mrongowille w Mrągowie, Klasztor Filiponów w Wojnowie, miasto Reszel wpisane do Księgi zabytków UNESCO oraz Święta Lipka.
Miłośnicy wiejskich klimatów znajdą tu gospodarstwa agroturystyczne zapewniające bliski kontakt z naturą, prostotą, pięknem i wygodą. Jednak największym naszym bogactwem są ludzie kochający tę Ziemię i jej historię. Warto więc zobaczyć zabytki, które mówią o naszej tożsamości i sprawią, że pokochacie nasz region. Do dziedzictwa kulturowego należy 38 zabytków rozrzuconych na terenie gminy.
W miejscowości Piecki znajduje się posterunek Policji, poczta, bank z bankomatem, przychodnia lekarska i Punkt Pogotowia Ratowniczego, Gminny Ośrodek Kultury, biblioteka i kawiarenka internetowa, stacja paliw i sieć sklepów.

### Muzeum Regionalne im. Walentyny Dermackiej z Sapiehów w Pieckach
Muzeum Regionalne im. Walentyny Dermackiej z Sapiehów w Pieckach jest to lokalne muzeum polskiej sztuki ludowej. Większość kolekcji stanowią zbiory glinianych figurek, które kolekcjonowała Walentyna Dermacka. Wiele z nich Pani Walentyna projektowała osobiście. Autorką figurek jest Władysława Prucnal z Medyni Głogowskiej. Muzeum posiada jeden z najbogatszych zbiorów figurek glinianych. Przybliżających dawną polską wieś i związane z nią czynności, prace, tradycyjne stroje obrzędy i zwyczaje. Kolekcjonerka eksponatów znajdujących się w muzeum Pani Walentyna Dermacka, zachowała wiele przedmiotów użytku codziennego, bogatą literaturę o twórczości ludowej, o regionie Warmii i Mazur oraz wiele innych książek. Jej przesłaniem było aby cenić dziedzictwo kulturowe i je pielęgnować dla przyszłych pokoleń. Muzeum jest czynne od maja do września po wcześniejszym zgłoszeniu. Odwiedzają go licznie wycieczki szkolne oraz turyści nie tylko z kraju, ale i z zagranicy. Bogata kolekcja glinianych figurek jest wiodącym zbiorem, składa się z cykli: „Od ziarenka do bochenka”, „Adam i Ewa”, „Dobrodziejstwo wody”, „Garncarstwo”, Madonny”, „Święci”, „Różaniec”, oraz figurki pt. „Pastuszkowie, „Anioły”, „Chłopi” Władysława Reymonta, „Wykopki”, „Wielcy Polacy”, „Henryk Sienkiewicz”, „Zielona Gęś” Konstantego Ildefonsa Gałczyńskiego i wiele innych, które przykuwają szczegółowością wykonania i spostrzegawczością Pani Walentyny Dermackiej, która opisywała w swoich „scenariuszach” projekt każdej figurki. Według nich Pani Władysława Prucnal wykonywała z gliny to co zawarte było w projekcie. Przyjaźń dwóch kobiet: pasjonatki historii Walentyny Dermackiej i artystki ludowej Władysławy Prucnal zaowocowała cennymi zbiorami, z których teraz można czerpać wiedzę.
Muzeum to miejsce niezwykłe nie tylko ze względu na zbiory i piękne otoczenie, ale przede wszystkim klimat.

### Kościół w Nawiadach

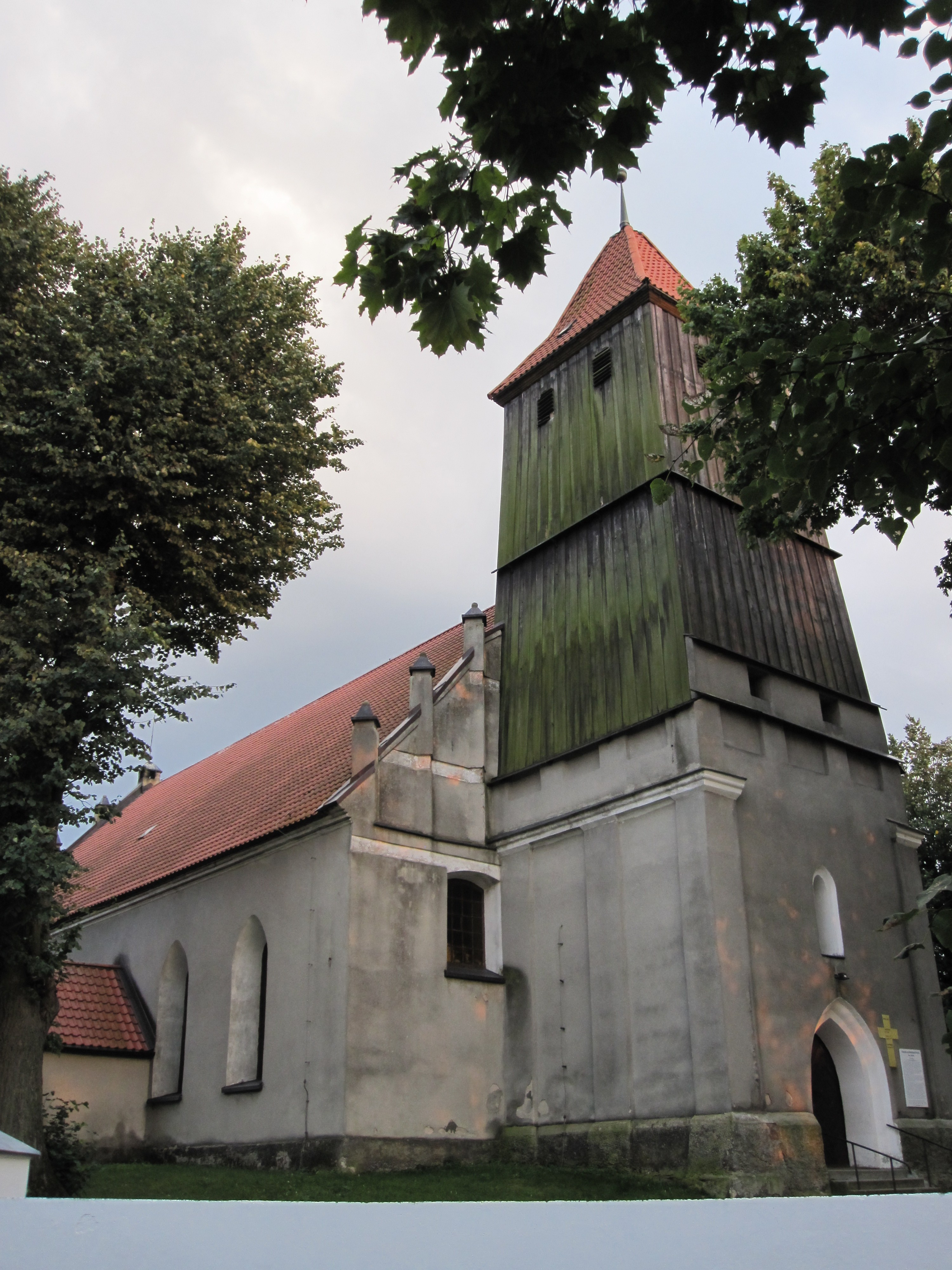
Kościół w Nawiadach

Kościół w Nawiadach jest jednym z najstarszych kościołów na Mazurach wybudowany w latach 1600–1603 za katolickich czasów w państwie krzyżackim stał się kościołem ewangelickim i był nim do 1981, od tego czasu do dziś użytkowany przez katolików. Nawiady odgrywały swego czasu rolę centrum życia religijnego i społecznego w regionie. W połowie drogi z Nawiad do Piecek znajduje się główny kiedyś cmentarz, na którym leżą całe pokolenia mieszkańców parafii Nawiady. Pierwsza wzmianka o parafii Nawiady pochodzi z 1437. Drewniana wieża kościelna pochodzi z 1687 roku, barokowy ołtarz z cennymi obrazami umieszczonymi po dwóch jego stronach do dziś ozdabia kościół. Na górze ołtarza zobaczyć możemy dwie postacie świętych: Piotra z kluczami i Pawła z mieczem a pośrodku krzyż promieniujący. W środku ołtarza obraz Matki Bożej z dzieciątkiem Jezus na ramieniu. Po bokach umieszczone wartościowe obrazy obracane, które przedstawiają ewangelistów, z tyłu natomiast sceny pasyjne: Chrystus przed Kajfaszem, Piłatem, Biczowanie i Ukrzyżowanie Chrystusa. Początkowo ołtarz połączony był z amboną, dziś są to dwa odrębne elementy. Znajduje się tam również anioł chrzcielny trzymający w rękach misę, na którą kładziono dziecko i udzielano chrztu. Kościół okala mur z sześcioma narożnikami i czterema wyjściami, a przed nim ustawiony jest potężny głaz, który upamiętnia poległych w czasie działań wojennych żołnierzy. Nazwiska i imiona umieszczone są na pamiątkowej tablicy w przedsionku kościoła.

### Muzeum Ernsta Wiecherta w Piersławku
Muzeum Ernsta Wiecherta w Piersławku to miejsce poświęcone pamięci niemieckiego pisarza, który urodził się w leśniczówce Piersławek niedaleko Piecek, w rodzinie ewangelickiej. Dzieciństwa i młodość spędził na Mazurach. Piękno Mazur miało ogromny wpływ na życie i twórczość pisarza. Gimnazjum i studia ukończył w Królewcu. Studiował przyrodoznawstwo, filozofię oraz filologię niemiecką i angielską. Humanista o uzdolnieniach muzycznych i ogromnej wrażliwości czego odzwierciedleniem są jego dzieła. Zaliczany do znakomitych pisarzy XX wieku, postać kontrowersyjna. Znawcy literatury twórczość Wiecherta stawiają go obok tak znakomitych pisarzy jak Hermann Hesse, czy Thomas Mann. Najbardziej znanymi dziełami w Polsce są autobiografia „Lasy i ludzie” oraz powieść” Dzieci Jerominów”, której przesłaniem jest życie w zgodzie z naturą, rytmem przyrody, prostotą i stosowanie się do zasad biblijnych. Pisarz tworzył przez 37 lat, opublikował 13 powieści, około 50 nowel i opowiadań, 4 sztuki teatralne, 3 tomy wspomnień, 40 bajek i przemówienia publiczne. Za krytykę hitleryzmu pisarz był prześladowany i więziony przez cztery miesiące w obozie koncentracyjnym w Buchenwaldzie. Po wyjściu z obozu pozostawał pod nadzorem gestapo. W 1948 r. wyjechał z Niemiec i na stałe osiedlił się w Szwajcarii, gdzie zmarł w 1950 r. Leśniczówka w Piersławku została wybudowana w 1883 roku i przez długie lata była służbowym mieszkaniem rodziny Wiechertów. Do roku 1967 znajdowała się tu siedziba leśnictwa Sosnówka, obecnie Piersławek. Wyremontowana w 1995r. Tam też znajduje się Izba Pamięci poświęcona pisarzowi. Ekspozycję stanowią dzieła pisarza wydane w języku niemieckim, polskie tłumaczenia liczne dokumenty i druki. Na jednej ze ścian budynku umieszczone są dwie tablice pamiątkowe, upamiętniające 100 i 110 rocznicę urodzin pisarza.

### Chata Mazurska w Pieckach
Chata Mazurska w Pieckach – jest jedną z nielicznych chat, które zachowały się z okresu, gdy teren gminy Piecki zamieszkiwali Mazurzy. Po II wojnie światowej w roku 1945 Mazurzy zostali wysiedleni, zostały tylko nieliczne rodziny. Nowi mieszkańcy Piecek starali się zagospodarować to co zastali na swój sposób, dlatego też budynek chaty wskazuje na to, że przeszedł wiele przeobrażeń. Niestety są to tylko informacje przekazywane drogą ustną, ponieważ wszelkie dokumenty były niszczone przez wojska radzieckie w celu zatarcia śladów po ludności niemieckiej. Chata mazurska znajduje się w pobliżu poczty, co wskazuje na to, że znajdowało się tu centrum miejscowości. Przed wojną mieścił się w niej gabinet dentysty. Kształt budynku jest przykładem dawnego budownictwa ludowego. Podczas prac remontowych odkryto napis na belce z napisem 1846r. Tablica z datą na ganku, nie jest tablicą oryginalną. Datę budowy właściciel domu odkrył podczas konserwacji ścian na północnym szczycie budynku, który wpisany jest na listę obiektów zabytkowych. Konserwator zabytków podczas prac konserwacyjnych wysnuł przypuszczenie, iż ten budynek powstał na fundamentach starszego budynku. Dowodem na to, jest między innymi od północnej strony szczyt. Nie ma fundamentów i stoi na środku sklepienia beczkowego piwnicy. Chata Mazurska, pięknie utrzymana, jest własnością prywatną. Przed domem stoi kapliczka, która jest repliką kapliczki w Świętej Lipce. Chata Mazurska znajduje się naprzeciwko punktu Informacji Turystycznej przy ul. Zwycięstwa 3.

### Muzeum Przyrodnicze w Krutyni
Muzeum Przyrodnicze w Krutyni znajduje się w centrum miejscowości Krutyń. W pięknej starej stodole zgromadzona jest kolekcja przyrodnicza licząca ponad 200 eksponatów zwierząt i stale się powiększa. Wszystkie eksponaty wykonane są przez dr. Janusza Dynowskiego, są to zwierzęta, które stały się ofiarami różnego rodzaju wypadków, wpadły w sieci rybackie lub sidła kłusowników. Szczególną uwagę przyciąga kolekcja ptaków drapieżnych. A wśród nich bieliki młody i stary, kilka myszołowów z rozpostartymi skrzydłami, para krogulców, są też gile, grubodzioby, zięby.Dzięki tej kolekcji możemy też zaobserwować zmienność dymorficzną u ptaków. Dużym zainteresowaniem i sympatią wśród zwiedzających cieszą się bociany, sowy, ptaki wodne. Gablota z sowami pomaga zaobserwować cechy przystosowawcze tych ptaków do nocnej aktywności. Preparaty żmii i zaskrońca pokazują i uczą odróżniać te gatunki, są też bobry, wydry, kolekcje porostów. Jedną z form edukacyjnych są lekcje muzealne prowadzone dla miejscowych szkół, jak również dla przyjezdnych grup. Można się dowiedzieć z tych lekcji o przystosowaniu zwierząt do zajmowanego środowiska. Obejrzeć wystawę fotograficzną ze zdjęciami przyrodniczymi autorstwa Pana Waldemara Bzury cenionego fotografika.. Organizowane są pogadanki, połączone z wyświetlaniem przeźroczy, filmów video, foliogramów, wygłaszane referaty

### Młyn wodny w Zielonym Lasku i Babiętach
Młyn w Zielonym Lasku – obiekt o charakterystycznej budowie z muru pruskiego, wraz ze śluzą i małą elektrownią pięknie wkomponowane w mazurski pejzaż. W Młynie mieściła się wcześniej papiernia, która istniała już od 1765r. W 1795 została zamknięta i około 1890 roku wybudowano w jej miejsce, pierwszy profesjonalny młyn wodny. Okoliczni mieszkańcy zwozili tu zboże do mielenia. W 1890 roku powstał budynek, dwupiętrowy, który możemy oglądać w takim stanie do dziś. Właścicielem tego budynku od 1850 r. do 1945r. była rodzina Gustawa Radke. Po II Wojnie Światowej przejął ten młyn Tadeusz Skorcz zmarły w 1951r., który to pracował u rodziny Radke jako robotnik przymusowy. Młyn jest nieczynny, a zwiedzanie jego wnętrz jest uzgadniane indywidualnie z właścicielem.
Młyn w Babiętach – istniał już w XVII w., dziś zamiast mielenia maki, młyn funkcjonuje jako mała elektrownia wodna. Gospodarz młyna prowadzi gastronomię, a w menu oferuje regionalne potrawy z ryb. Młyn znajduje się na skrzyżowaniu szlaku Krutyni i drogi na Szczytno. Miejscowość Babięta położona jest nad Babięcką Strugą, na szlaku kajakowym rzeki Krutyni, przy młynie kajakarze przenoszą kajaki. Wieś założona została w XV w. jako osada hutnicza z kuźnią, której produkowano kowadła, lemiesze oraz inne narzędzia i części rolnicze.

### Cmentarz Ewangelicki w Pieckach
Cmentarz Ewangelicki w Pieckach jest jednym z wielu cmentarzy na Mazurach, które są ukryte w parkach między drzewami, na pagórkach często zapomniane, tajemnicze, niejednokrotnie anonimowe. Ewangelicy zwykle lokowali swoje cmentarze w miejscach atrakcyjnie położonych, na obrzeżach miejscowości. Położenie takie tworzyło związek pomiędzy światem żywych a światem zmarłych. Cmentarz powstał w drugiej połowie XIX wieku miał służyć tej części Piecek położonej blisko cmentarza. Wśród wielu osób, które są tu pochowane jest też ojciec Ernsta Wiecherta, zachowało się też 6 żeliwnych krzyży z końca XX wieku. Kształt oparty na planie krzyża łacińskiego, stoją na postumencie z piaskowca. Ramiona ozdobne są zaokrąglone w postaci trójliścia. Krzyże te stanowią najtrwalsze obiekty cmentarzy, to dzięki nim możemy odczytać daty, imiona, nazwiska, wiersze, inskrypcje. Gatunki roślin wprowadzane na mazurskie cmentarze dla ozdoby, ale miały też praktyczne i symboliczne znaczenie

### Mazurski Park Krajobrazowy
Mazurski Park Krajobrazowy został utworzony w roku 1977, jako forma przejściowa do czasu utworzenia Narodowego Parku Mazurskiego. W miejscowości Krutyń znajduje się siedziba Mazurskiego Parku Krajobrazowego oraz Muzeum Przyrodnicze, którym zajmują się pracownicy parku. Część gminy Piecki znajduje się w jego obrębie i należy do kompleksu Natura 2000. Bogata szata roślinna i zwierzęca oraz różnorodne ukształtowanie terenu sprawia, że walory przyrodnicze szczególnie przyciągają turystów. Zabudowa Parku jest w formie wsi, przysiółków i pojedynczych zagród, co jest bardzo charakterystyczne dla osad zamieszkiwanych przez ludność mazurską. Na terenie parku rozwijała się w szczególności gospodarka rolna i leśna oraz występują liczne jeziora oraz przepływa rzeka Krutynia. Wśród lasów można natrafić na strumienie ze źródlaną wodą. Bogactwo ryb w akwenach wodnych zachęca do wędkowania, również zbieracze runa leśnego mogą napełnić swoje spiżarnie, gdyż jagód i grzybów tu nie brakuje. W lasach kryją się skarby, które dzięki fotografii można utrwalić i „zabrać” do domu. Liczne, leśne zadrzewienia stanowią naturalny filtr powietrza, czyniąc go czystym, rześkim i nasyconym olejkami eterycznymi, świerkowego i sosnowego igliwia, jak i ziołami z łąk i pól.

### Rzeka Krutynia oraz liczne jeziora

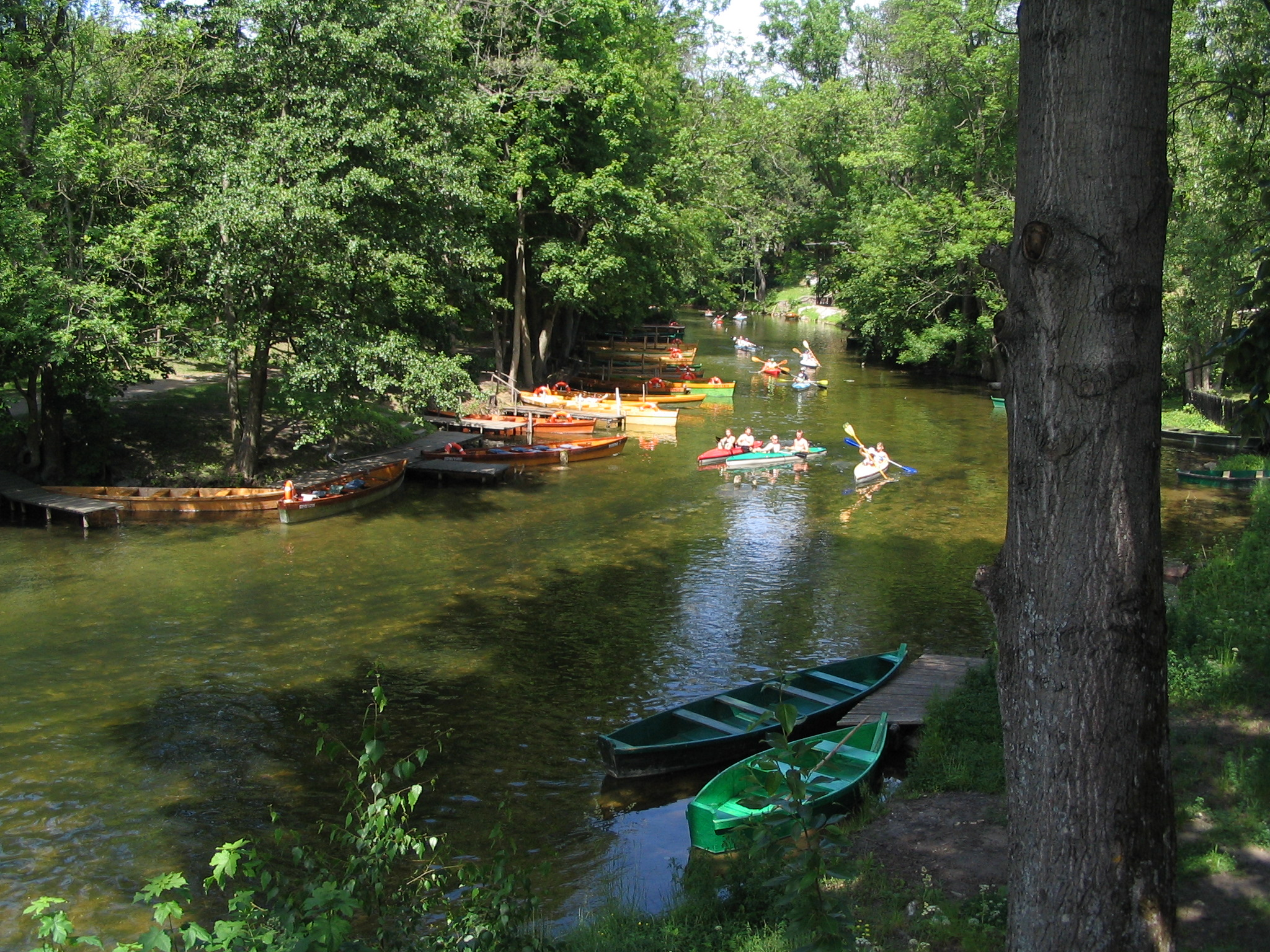
Spływ Krutynią

Rzeka Krutynia oraz liczne jeziora na terenie gminy Piecki dają możliwość uprawiania turystyki wodnej, na wytyczonych szlakach wodnych i kąpieliskach. Na terenie gminy znajdują się wypożyczalnie sprzętu wodnego, a także firmy zajmujące się jego transportem.
Rzeka Krutynia jest szlakiem bardzo ciekawym i zróżnicowanym. Jej początek znajduje się w Warpunach, jednakże szlak zaczyna się w Sorkwitach. Przepływa przez wiele jezior płynąc jej nurtem stykamy się z różnorodnymi siedliskami fauny i flory, mijając po drodze tereny zabudowane i użytki rolne. Długość szlaku Krutynią wynosi 102 km, w tym 60 km.to woda stojąca. Była znanym szlakiem turystycznym już przed II wojną światową. Odcinek za jeziorem Mokrym do miejscowości Krutyń należy do wyjątkowo urokliwych miejsc, płynąc nim mamy wrażenie jakby czas zatrzymał się w miejscu. Do dziś dziewicza uroda rzeki i okolic niczym magnez przyciąga turystów.
W okolicach miejscowości Krutyń znajdują się jeziorka w lesie z pływającymi wysepkami. Najgłębszym i jednocześnie największym jeziorem w Gminie Piecki jest Jezioro Mokre.
Jeziora w gminie Piecki udostępnione do wędkowania: J. Mokre, j. Uplik, j. Białe, j. Nawiady, j. Zyzdrój Wielki, j. Wągiel, j. Majcz Duży, j. Kiełbonki, j. Ganty, j. Dłużec, j. Mojtyny, j. Kołoin Mały, j. Szklarnia, j Majcz Mały, j. Kołoin Duży, j. Zdróżno.

### Rezerwaty Przyrody Chronionej
Rezerwaty przyrody chronionej na terenie gminy Piecki:
–rezerwat leśny „Królewska Sosna”- utworzony w 1959r. znajdują się w nim dwa pomniki przyrody: „Królewska Sosna” obumarła w wieku ok. 300 lat i” Dąb nad Mokrem” im. Karola Małłka. Wiosną zaprasza zielenią, w Październiku paletą ciepłych jesiennych kolorów, zimą otulony szronem i śniegiem przyciąga swą przejrzystością.
–rezerwat torfowiskowy „Zakręt”- obszar morenowy porośnięty dwustuletnim borem mieszanym o pow.105,8 ha, na jego terenie znajdują się trzy dystroficzne jeziorka z pływającymi wyspami, powstałymi w wyniku tworzenia się kożucha torfowców. Jest znanym obiektem dydaktycznym, gdzie zobaczyć możemy wełniankę pochwowatą i wąskolistną, żurawinę, rosiczkę okrągłolistną, borówkę bagienną, pomnik przyrody „Zakochana Para” (splecione ze sobą sosna i dąb) i głazy narzutowe.
–rezerwat krajobrazowy „Strzałowo”- chroniony drzewostan sosnowy z domieszką dębu, świerka i lipy, rezerwat o powierzchni 14 ha utworzony w 1958r. z licznymi roślinami zielnymi około 115 gatunków min.: wawrzynek wilczełyko, widłak goździsty, orlik pospolity, naparstnica zwyczajna, czartwa drobna, przytulina krzyżowa.
–rezerwat krajobrazowy „Krutynia”- utworzony w 1983r. o powierzchni 273 ha, ochronie podlega odcinek rzeki Krutyni oraz jeziorko Krutyńskie i kresowe stanowiska zespołów leśnych. Na terenie rezerwatu spotkać można: wydry, zimorodki, orła bielika, tracze nurogęsi, rybołowa, norki amerykańskie, puchacza, orlika krzykliwego oraz rośliny runa leśnego min. zawilce wielkokwiatowe, konwalię majową, skrzyp zimowy.

## Sąsiednie gminy
Dźwierzuty, Mikołajki, Mrągowo, Ruciane-Nida, Sorkwity, Świętajno

## Galeria

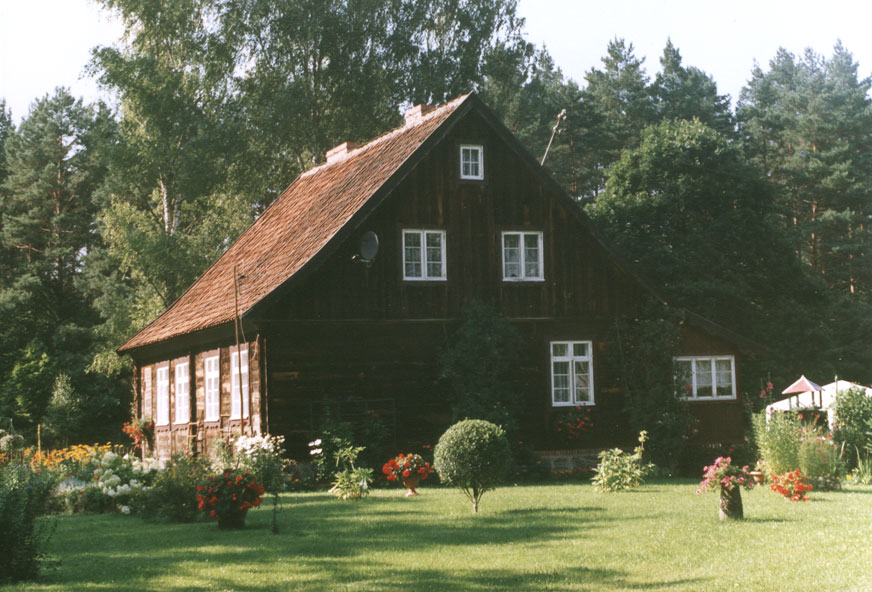
Krutyń
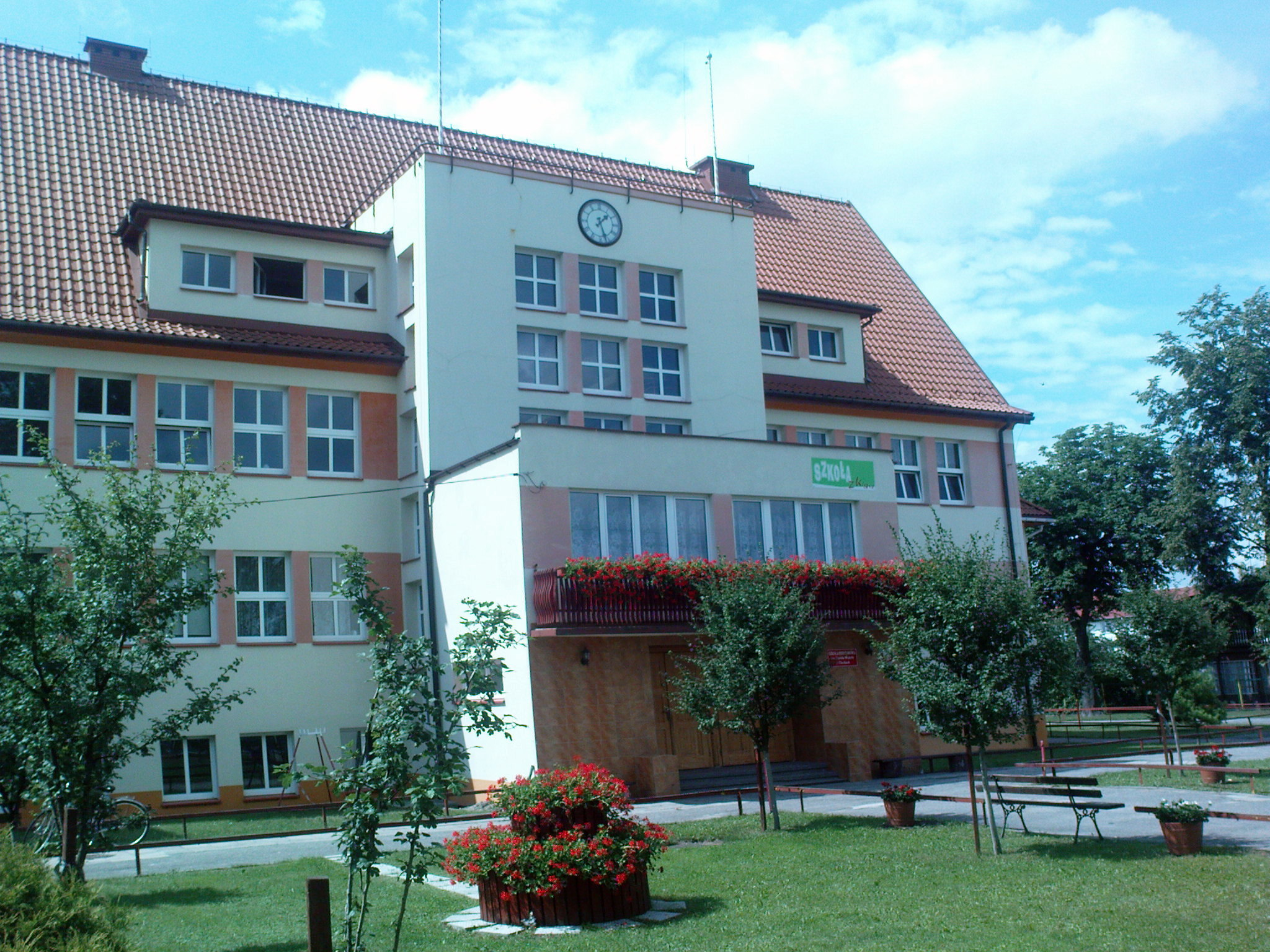
Piecki
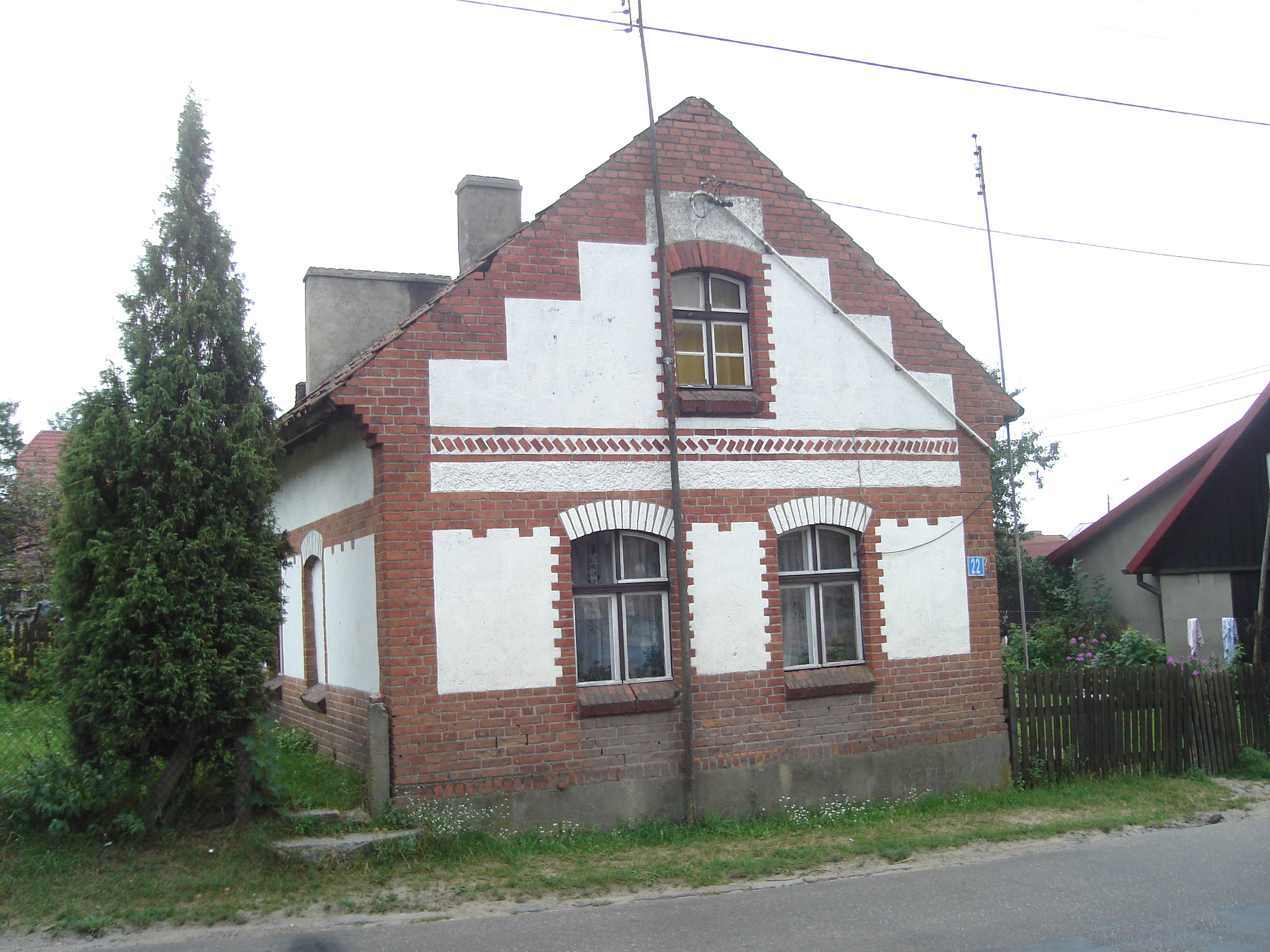
Zgon
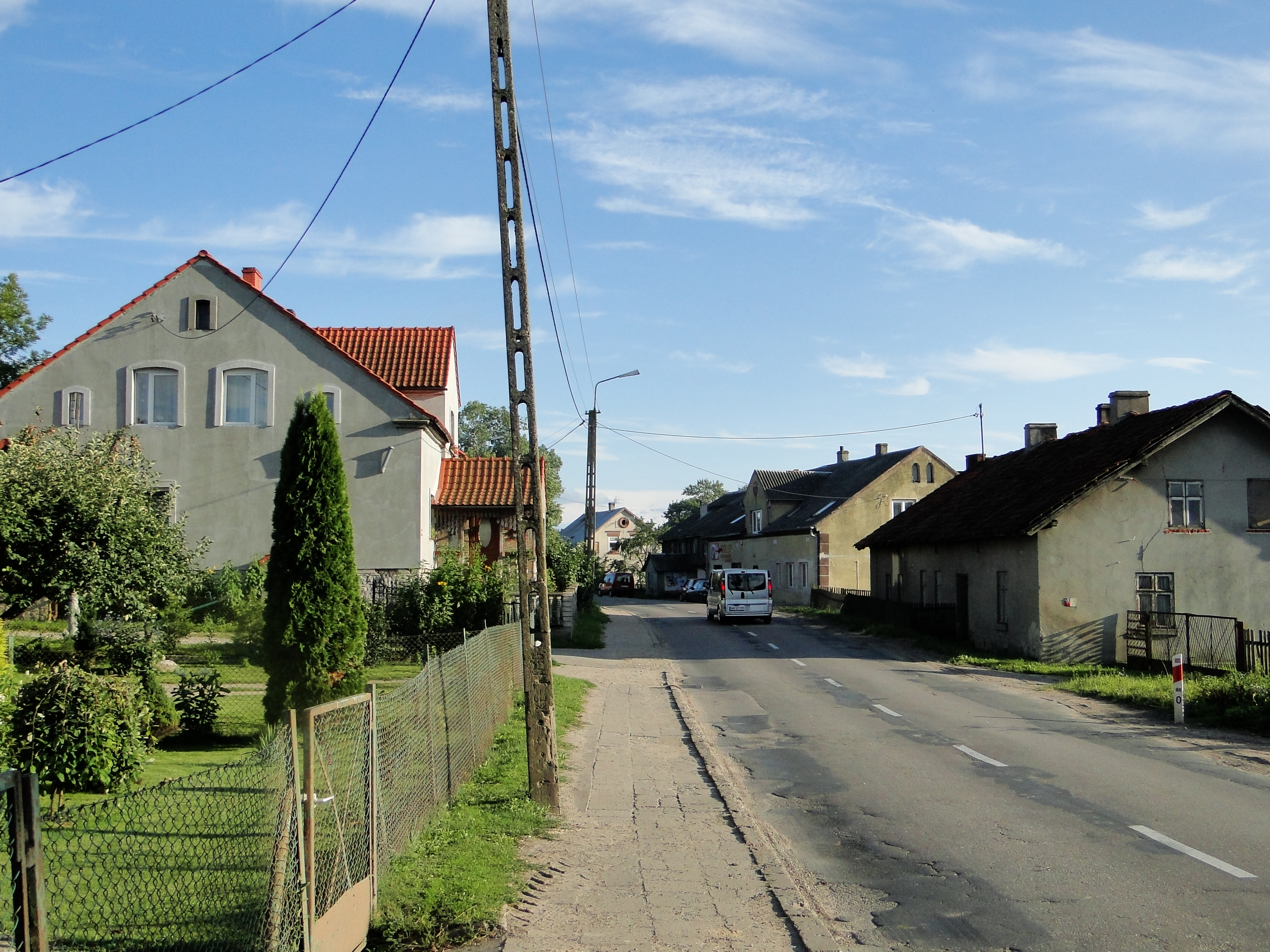
Stare Kiełbonki
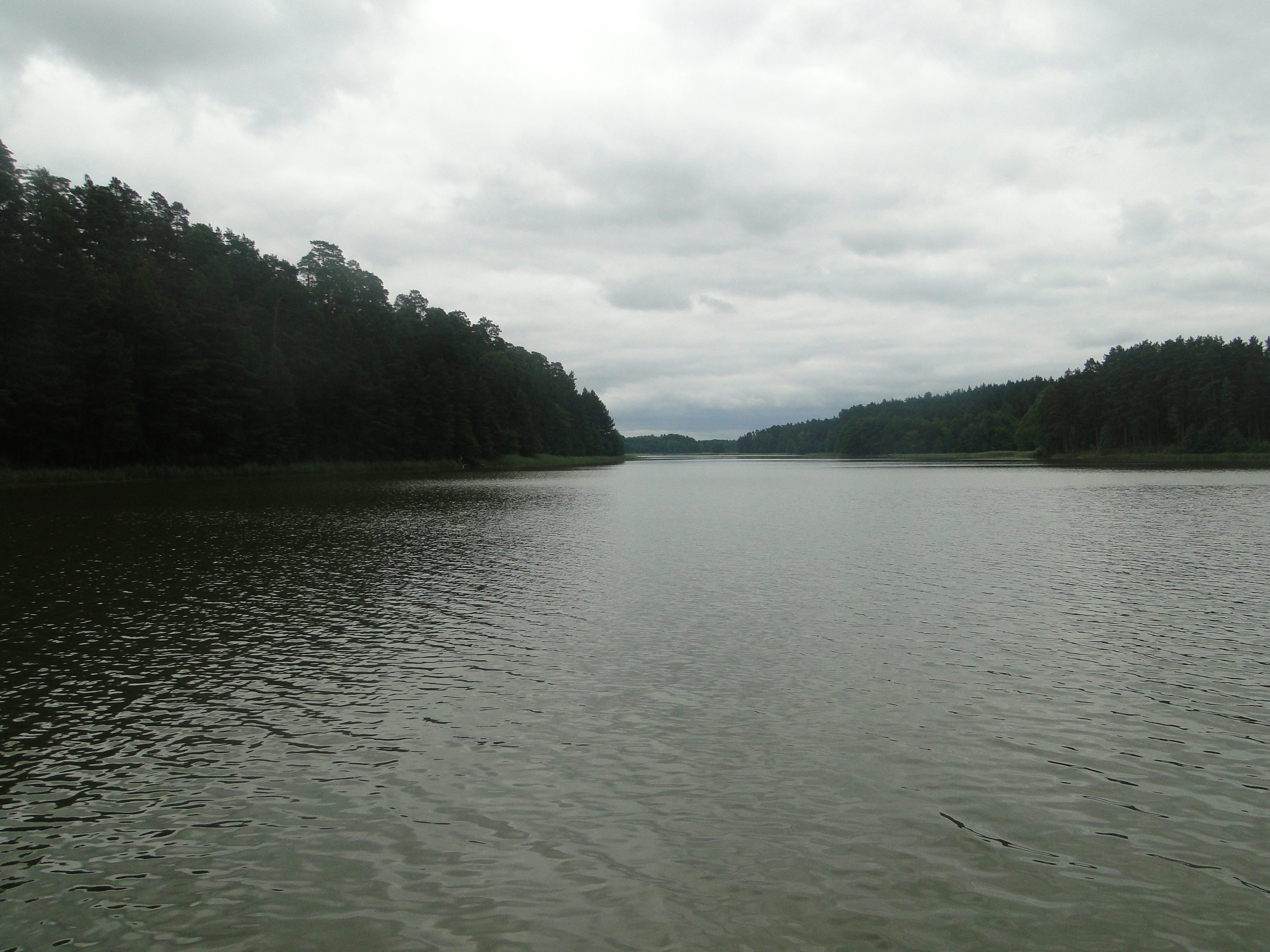
Jezioro Zyzdrój Wielki